# Dario Mijatović
Dario Mijatović (født 13. august 1984) er en  kroatisk fodboldspiller, der har fået sin fodboldopdragelse NK Pula fra den bedste kroatiske række. Han spiller i dag for NK Pula ICI.
Fra 2006-2010 spillede Dario for Vejle Boldklub.
I 2010 skiftede han til Borussia Neunkirchen.